# Заруђе
Заруђе је насељено мјесто у општини Вареш, Босна и Херцеговина.

## Становништво
|             | 2013.       | 1991.        |
| Укупно      | 47 (100,0%) | 109 (100,0%) |
| Хрвати      | 47 (100,0%) | 56 (51,38%)  |
| Југословени | –           | 29 (26,61%)  |
| Остали      | –           | 23 (21,10%)  |
| Срби        | –           | 1 (0,917%)   |
| Бошњаци     | –           | 0 (0,000%)1  |

1. 1 На пописима од 1971. до 1991. Бошњаци су пописивани углавном као Муслимани.